# Spondyliosoma
Spondyliosoma — рід окунеподібні риб родини Спарові (Sparidae).

## Поширення
Представники роду поширенні на у Східній Атлантиці, Середземному морі та поблизу Мадагаскару.

## Види
- Spondyliosoma cantharus
- Spondyliosoma emarginatum